# Crossfire (Computerspiel, 2007)
Crossfire (koreanisch 크로스파이어) ist ein Free-to-Play MMOFPS der südkoreanischen Entwickler SmileGate und Neowiz. Die internationale Version wurde am 30. Januar 2009 veröffentlicht. Der Ego-Shooter weist Ähnlichkeiten mit Spielen wie Counter-Strike und War Rock auf.

## Gameplay
Das Spiel handelt von zwei Söldnertruppen, den Black List Terroristen und den Global Risk Soldaten, welche sich gegenseitig bekämpfen. Es gibt derzeit acht Spielmodi: Team Deathmatch, Search and Destroy, Elimination Match, Free for all (Deathmatch) und die neuen Special Modes „Ghost Mode“, „Predator Mode, Mutation Mode“, „Hero Mode“, „Shadow Mode“, „Mutants vs. Ghosts“, „WAVE“, „Super-Soldier TD“ und „Escape“.
Für bestimmte Leistungen werden Erfahrungspunkte vergeben, mit denen man in einem Rang-System aufsteigen kann oder ausgezeichnet wird. Außerdem ist es möglich, Items – etwa Waffen – zu kaufen. Dafür benötigt man Game Points (GP), welche man im Laufe des Spiels bekommt.

## Free-to-Play
Das Spiel basiert auf dem Free-to-play-Prinzip. Spielern wird die Möglichkeit geboten gegen die Echtgeldwährung Rage Points oder Z8Points (RP) besondere Gegenstände zu erwerben. Spezielle Items sind u. a. die sogenannten VVIP-Waffen welche mit besonders viel Erfahrung locken.
Durch das Konzept des Free-to-Play erwirtschaftete Crossfire rund 7,13 Milliarden US$ und ist somit das zweit umsatzstärkste Spiel der Welt.

## Spielmodi

### Team Deathmatch
Zwei Teams müssen gegeneinander antreten. Das Ziel des Matches ist entweder eine festgelegte Anzahl von Kills oder innerhalb eines vorgegebenen Zeitrahmen (meist 12 Minuten) mehr Abschüsse als das andere Team zu haben. Nach null bis zehn Sekunden wird ein getöteter Spieler wiedergeboren – diese Verzögerung wird von dem Spieler festgelegt, welcher das Spiel eröffnet hat.

### Elimination
Der Elimination-Modus ist eine Variante eines Team-Deathmatches: Ziel ist es, alle Mitglieder des gegnerischen Teams zu besiegen. Statt einer zeitlichen Begrenzung, werden getötete Spieler nicht respawned und können erst in der nächsten Runde wieder einsteigen. Wer eine bestimmte Anzahl an Runden gewonnen hat, hat das Match gewonnen. Eine Besonderheit ist, dass die Spieler in einigen Karten nur mit Nahkampfwaffen beginnen und in der Map verteilte Waffen aufsammeln können.

### Free for All
Free for All ist ein Deathmatch, bei dem es keine festen Teams gibt, also jeder Spieler gegen jeden spielt. Ziel ist eine bestimmte Anzahl an Abschüssen (meistens 30). Hat ein Spieler diese Anzahl erreicht, ist die Runde zu Ende. Alternativ wird auf Zeit gespielt, wer am Ende die meisten „Kills“ hat, gewinnt.

### Search & Destroy
Jedes der beiden Teams hat ein anderes Ziel. Die Terroristen müssen in einem gesteckten Zeitrahmen an einem von zwei frei wählbaren Orten eine C4-Bombe legen, während das Global Risk Team genau dies verhindern soll. Eine Besonderheit ist dabei, dass eine gelegte Bombe noch über den Zeitrahmen hinaus entschärft werden kann, bevor sie explodiert.
Für die erfolgreiche Explosion oder Verhinderung dieser erhält die jeweilige Mannschaft einen Punkt. Alternativ werden Punkte vergeben, wenn alle Mitglieder des gegnerischen Teams getötet wurden. Gewonnen hat, wer eine bestimmte Anzahl an Runden gewonnen hat.

### Ghost Mode
Der Ghost Mode ist eine Abwandlung des Search & Destroy-Modus mit denselben Zielen. Allerdings sind die Terroristen des Black List-Teams „Geister“ – sie werden unsichtbar, wenn sie sich nicht bewegen, und sind ansonsten nur an ihren Konturen und lautem Atem, den man nur in der näheren Umgebung eines Geistes hören kann, zu erkennen. Allerdings können sie nur Nahkampfwaffen (Messer, Kampfaxt, Schaufel und Katana) benutzen.

### Mutation Mode
Zu Beginn eines Spieles sind ein oder zwei Spieler zufällig infiziert und verwandeln sich nach 20 Sekunden in Mutanten, die mit deutlich mehr Lebenspunkten als andere Spieler, aber gleichzeitig ohne Waffen ausgestattet sind. Ziel der Mutanten ist, die anderen Spieler anzugreifen und 100 Lebenspunkte abzuziehen. Ein so infizierter Spieler verwandelt sich ebenfalls in einen Mutanten. Die Gruppe der Mutanten gewinnt, soweit bis vor dem Ablauf einer vorgegebenen Spielzeit sämtliche Spieler infiziert wurden. Soweit dies nicht gelingt gewinnt die Gruppe der Überlebenden.
Wenn bis zu acht Spieler an einer Partie teilnehmen, beginnt die Partie mit einem Infizierten, ansonsten mit zwei. Mutanten haben ursprünglich nur Krallen als Nahkampfwaffen, es kann aber durch reales Geld ein anderer Mutant gekauft werden, der andere Spezialfähigkeiten besitzt. Bleibt ein Infizierter stehen, regeneriert er Lebenspunkte.

### Heromode
Im Heromode werden zufällig Spieler infiziert und zu Mutanten. Einer der nicht infizierten wird zum Hero (zu Deutsch: Held) und erhält eine besondere Waffe die einen Granatwerfer sowie ein starkes Maschinengewehr beinhaltet. Die Spieler müssen sich nun gegen die Mutanten durchsetzen und versuchen eine bestimmte Zeit zu überleben. Allerdings können in diesem Modus die Mutanten nur durch einen „Headshot“ (zu deutsch: Kopfschuss) permanent in einer Runde getötet werden. Ob dies mit dem Messer oder einer Waffe geschieht, spielt dabei keine Rolle.
Mutanten gibt es in drei Stufen, die sich in Aussehen und Fähigkeiten unterscheiden:
- Zur Basisstufe Slug wird ein infizierter Mitspieler. Er rennt schneller und springt höher als ein normaler Soldat. Dabei hat er auch 2000 Lebenspunkte.
- Zum Berserker wird ein Spieler, wenn er als zufällig infizierter Spieler das Spiel eröffnet oder wenn man zwei Soldaten erfolgreich infiziert hat. Der Berserker hat 4000 Lebenspunkte und besitzt die Möglichkeit, im Tausch gegen 500 Lebenspunkte kurzzeitig schneller laufen zu können.
- Zum Titan wird ein Berserker, nachdem er drei weitere Mitspieler infiziert hat. Er hat dann 6000 Lebenspunkte und kann weiterhin die Schnelllaufeigenschaft des Berserkers nutzen.

### Predator Mode (Hero Mode X)
Der Predator Mode ist eine erweiterte Form des eigentlichen Hero Modes. Die Mutanten sterben hierbei nur durch das Töten mit einer Nahkampfwaffe (Messer, Axt, Keris etc.). Durch das töten einer normalen Schusswaffe wird ein Mutant nach 3 Sekunden wiederbelebt (auf Englisch: respawned). Jedoch verliert er dabei seine Fähigkeiten, da man als Slug (siehe oben) wiederbelebt wird. Weiterhin sind 4 Features neu hinzugefügt worden:
- Der Rückstoß der Mutanten nach einem Schuss eines Soldaten ist erheblich geringer als bei dem normalen Heromode bzw. Mutation Mode.
- Soldaten machen 250 % (durch jeweils getötete Mutanten steigt dieser Prozentwert) mehr Schaden an Mutanten.
- (Voraussetzung mindestens 9/12/16 Mitspieler) Wenn es 8/11/15 Mutanten gibt wird der letzte/die letzten zwei/die letzten drei Soldaten zu einem Berserker. Dieser Berserker wird dann mit 6000 Lebenspunkten und einem „Dual Kukri“ (zwei Kukri) ausgestattet.
- Es wird zufällig ein Predator oder ein Rookrscheinen, welcher die Fähigkeit hat schneller zu laufen. Egal ob dieser Xeno durch eine Schusswaffe getötet wird, er wird mit den gleichen Fähigkeiten und den gleichen Lebenspunkten zurückkehren, im Gegensatz zu den normalen Mutanten.

### Escape Mode
Beim Escape Mode muss zunächst ein Team durch ein Portal fliehen, während das gegnerische Team dies zu verhindern versucht. Um die Flucht zu vereinfachen, können Wände und Türen zerstört werden. Nach der Hälfte der Zeit werden die Rollen der Teams getauscht. Ziel ist es, in einer vorgegebenen Zeit, das Portal möglichst oft zu erreichen beziehungsweise die Flucht zu verhindern.

### Zombie-Mode
Beim Zombie-Mode müssen die Spieler versuchen unterschiedlich starke Wellen von Zombies zu überstehen und bis zum letzten Raum durchzuhalten. Dabei wandern sie bei manchen Maps von Raum zu Raum und werden von immer mehr Zombies angegriffen.
Man unterscheidet folgende Schwierigkeitsgrade:
- Beg(Einfach) (20 Wellen/Runden)
- Int(Normal) (30 Wellen/Runden)
- Adv(Schwer) (31 Wellen/Runden)

Egal ob bei easy oder normal, es erscheint jeweils auch ein Endboss. Wird dieser besiegt ist das Ziel erreicht. Man erhält durch das töten des Endbosses auch Prämien, die sich nach seiner eigenen Punktzahl richten. Auf easy erhält man nach dem Boss nur „Punkte“. Auf normal erhält man nicht nur Punkte, sondern auch einen sogenannten Bossreward (Belohnung). Dabei gibt es eine Begrenzung von 5 „Bossrewards“ (also nach fünfmaligem schaffen des ZombieModes auf normal).
Belohnung:
Man bekommt nur wenig Exp. (Experience, zu deutsch: Erfahrungspunkte) und GP. (Gamepoints, die Währung im Spiel), dafür aber sogenannte „boxes“ (zu deutsch: Boxen), in denen sich verschiedene Gewinne (meist Waffen und Items) verstecken und nach dem Öffnen zufällig Platz im Inventar nehmen. Je besser der Punktestand am Ende des Spieles, desto größer die Chance auf einen besseren Gewinn. Hier finden auch die Boss-Belohnungen ihren Platz. Hat man 5-mal den Endboss auf Stufe normal geschafft, erhält man eine besondere „box“. In dieser warten dann meist sehr gute und lohnende Waffen, Items und sogar Charaktere.
- Race seit dem 5. Februar gibt es in Crossfire EU einen Race modi.

Bei diesen muss der Spieler mit seinen Kameraden einen Canyon mit Hoverboards entlang fahren, dabei kann er Ziele wie z. B. Zielscheiben oder Mutanten beschießen, um extra Punkte zu erhalten.
Ein Race geht ca. 10 Minuten und man erhält am Ende des Race eine Belohnung ähnlich der normalen Zombie-Mode-Belohnung.

### Daily Missions
Seit dem 1. Juni 2010 gibt es ein weiteres System: In den Daily Missions (engl.: tägliche Missionen) erhält der Spieler Belohnungen dafür, bestimmte Ziele zu erreichen. Bisher gibt es lediglich vier Arten von Missionen:
- eine bestimmte Anzahl an Kills zu erreichen (meist auf Team-Deathmatch-Maps)
- eine bestimmte Anzahl an Siegen zu erreichen
- eine bestimmte Anzahl an Spielen zu beenden
- eine bestimmte Runden- oder Punkteanzahl bei Biohazard (Zombie Mode)

Für das erfolgreiche Beenden der Missionen erhält man Gegenstände und Erfahrungspunkte. Seit Februar 2012 kann man sowohl in der amerikanischen als auch in der europäischen Version Daily Missions durch die zweite Währung RP (RealPoints, erhältlich durch bezahlen von echtem Geld, durch Umfragen, o. ä.) käuflich erwerben und dabei seine eigene Mission, frei nach eigenem Interesse, erstellen.

## Amerikanische Version
Die amerikanische Version wurde am 30. Januar 2009 in den USA, Kanada und Europa veröffentlicht. Sie ist keine exakte Kopie des südkoreanischen Originals, da sie sich in vielerlei Hinsicht unterscheidet. Sie wird getrennt vom südkoreanischen Original weiterentwickelt, Neuigkeiten des südkoreanischen Originals können sich jedoch auch in der internationalen Fassung wiederfinden (z. B. das im Dezember 2009 nachgeführte „Bunny Hopping“ der Originalversion). In China, Japan und Vietnam gab es schon früher länderspezifische Versionen. So war der Mutation Mode zunächst nur den chinesischen, japanischen und vietnamesischen Varianten vorbehalten (dort unter der Bezeichnung Pandemic Mode) und ist seit dem 11. Februar 2010 auch in der internationalen Version spielbar. Seit Herbst 2011 konnten Europäer sich nicht mehr bei Z8Games neu registrieren.

## Europäische Version
Am 21. September 2011 hatte die Open Beta der europäischen Version von Crossfire begonnen. Diese beinhaltet dieselben Modi wie das amerikanische Crossfire, jedoch enthält Crossfire Europe mehr Maps, Modes und Waffen.